# Sophie Schröder

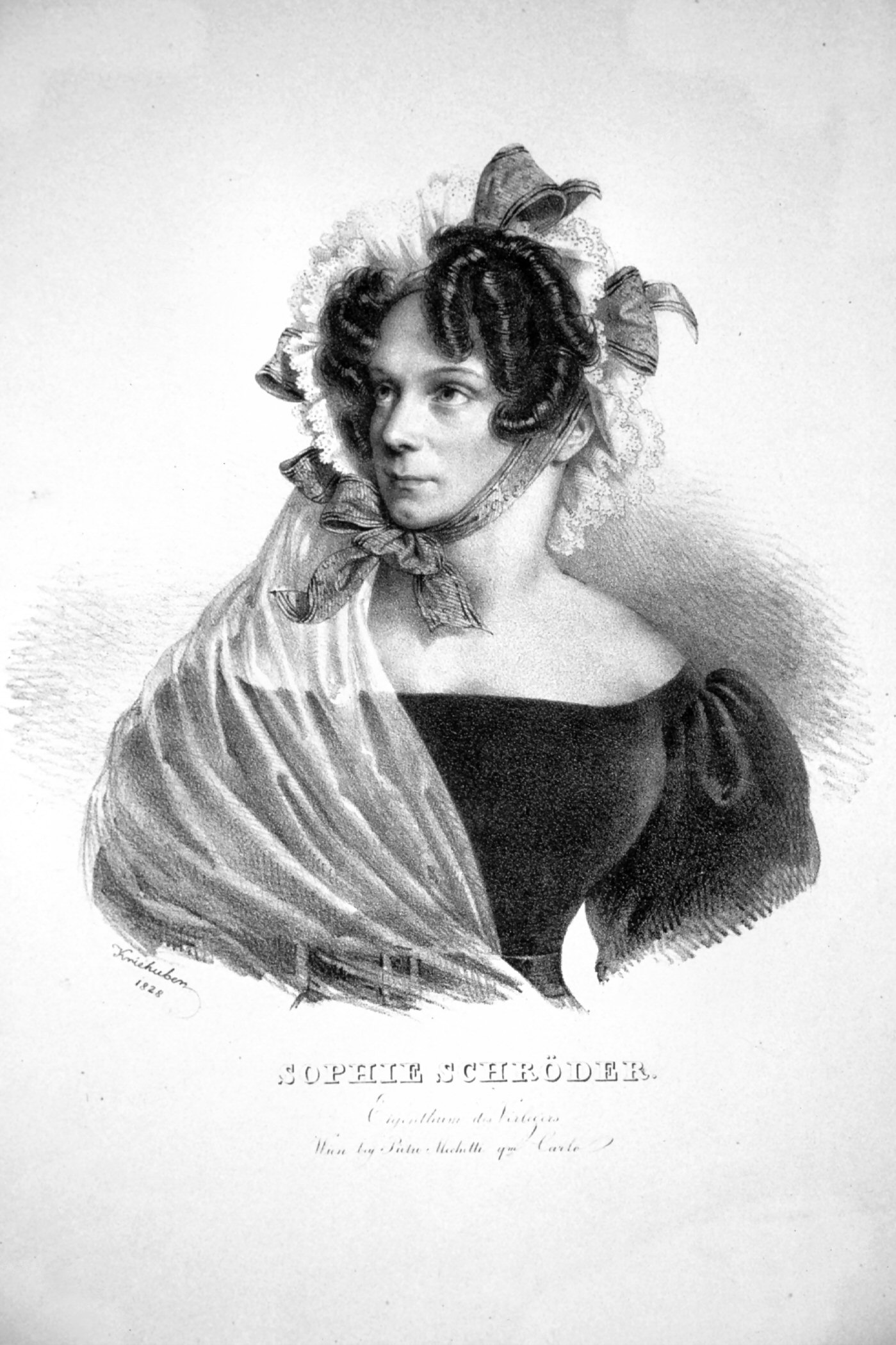
Sophie Schröder, Lithographie von Josef Kriehuber, 1828

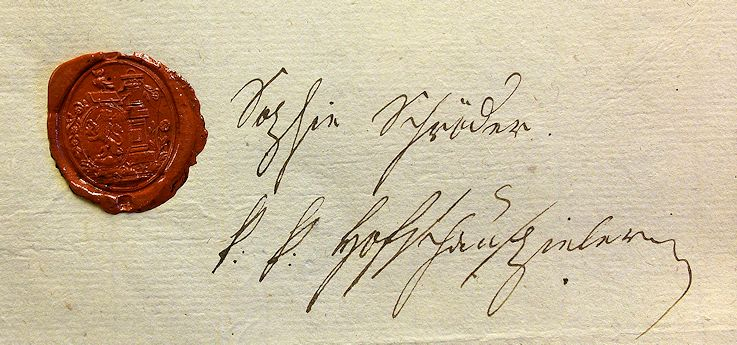
Siegel und Autograph: Sophie Schröder, k. k. Hofschauspielerin

Antoinette Sophie Luise Schröder (* 1. März 1781 in Paderborn; † 25. Februar 1868 in München; gebürtig Sophie Antonie Bürger) war eine deutsche Sängerin und Schauspielerin.

## Leben
Sophie Schröder wurde als Tochter des Schauspielers Gottfried Bürger im Paderborner Gasthaus „Zum Bremer Schlüssel“ geboren. Sie trat schon 1793 bei der Tyllischen Gesellschaft in Sankt Petersburg als Lina in der Oper Das rote Käppchen mit Beifall auf und heiratete in Reval 1795 - im Alter von 14 Jahren - den Schauspieler Stollmers (eigentlich Johann Nikolaus Smets von Ehrenstein). Mit ihm hatte sie einen Sohn, den späteren Journalisten Wilhelm Smets.
Auf August von Kotzebues Empfehlung erhielt sie 1798 eine Anstellung am Wiener Hoftheater, ging aber bald nach Breslau, wo sie für die Oper engagiert wurde. Von Stollmers geschieden, wurde sie 1801 nach Hamburg berufen und vertauschte hier das naive Rollenfach mit dem tragischen, in welchem sie bald als Stern erster Größe glänzte. 1804 heiratete sie den Sänger (Tenor) und Schauspieler Friedrich Schröder und lebte bis 1813 in Hamburg, von wo sie floh, da der Marschall Louis-Nicolas Davout sie wegen ihrer patriotischen Gesinnung in das Innere Frankreichs bringen lassen wollte.
Nach einer glänzenden Kunstreise spielte sie anderthalb Jahre in Prag und wurde 1815 am Wiener Hoftheater engagiert. In Wien war sie mit dem Maler Moritz Daffinger liiert, mit dem sie zwei Söhne hatte. Nach ihres zweiten Gatten Tod im Jahr 1818 ging sie 1825 eine neue Ehe mit dem Schauspieler Wilhelm Kunst ein, trennte sich aber bald wieder von ihm, machte bedeutende Kunstreisen, wurde 1831 am Münchener Hoftheater engagiert, kehrte aber im Frühjahr 1836 an das Wiener Hoftheater zurück.
Seit 1840 pensioniert, lebte sie lange in Augsburg, später in München und starb dort am 25. Februar 1868. Schröder war in der deutschen Kunst eine der ersten, die im Gegensatz zum Realismus der Ifflandschen Schule einer mehr idealistischen Spielweise zum Sieg verhalfen; statt allzu strenger Natürlichkeit fand man bei ihr großartige Auffassung und Ausmalung gewaltiger Leidenschaften.
Schröder gilt als wesentlichste Protagonistin des idealistischen deutschen Darstellungsstils in der ersten Hälfte des 19. Jahrhunderts.
Sophie Schröder starb 1868 im Alter von 86 Jahren in München.

## Grabstätte

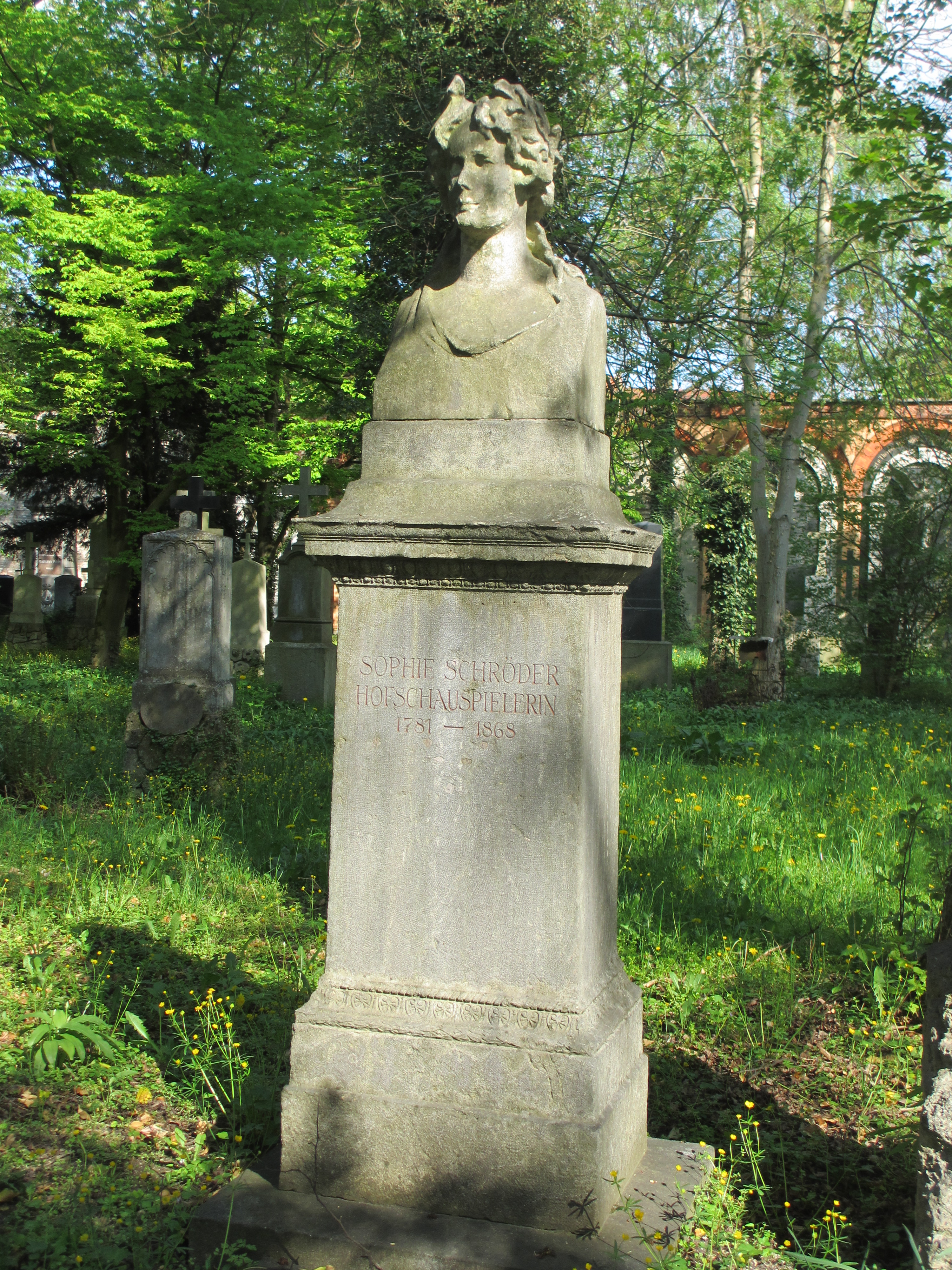
Grab von Sophie Schröder auf dem Alten Südlichen Friedhof in München

Die Grabstätte von Sophie Schröder befindet sich auf dem Alten Südlichen Friedhof in München (Gräberfeld 39 – Reihe 13 – Platz 21) Standort.
In dem Grab befindet sich auch Sophie Schröders Sohn
Alexander Schröder.

## Ehrungen

Briefmarke mit Sophie Schröder als Sappho

Im Jahr 1930 wurde in Wien-Meidling (12. Bezirk) der Schroederweg nach ihr benannt. Die Deutsche Bundespost widmete ihr im Jahre 1976 eine Briefmarke.

## Familie
Sophie Schröder heiratete 1793 den Theaterdirektor Johann Nicolaus Stollmers (1764–1812). Die Ehe wurde 1799 geschieden und Stollmers kehrte unter seinem richtigen Namen Johann Nicolaus Smets von Ehrenstein in seinen alten Beruf als Jurist zurück. Er starb als 1812 als Richter in Aachen. Das Paar hatte einen Sohn:
- Wilhelm Smets (1796–1848)

Nach ihrer Scheidung heiratete sie 1804 den Baritonsänger Friedrich Schröder (1759–1818). Das Paar hatte mehrere Kinder:
- Alexander Schröder (* 20. Mai 1812; † 14. September 1890), bayrischer Major[6]
- Wilhelmine Schröder (* 6. Dezember 1804; † 26. Januar 1860) ⚭ Carl Devrient (1798–1872)
- Elisabeth Schröder (* 27. November 1806; † 6. Oktober 1887), Schauspielerin, Sängerin ⚭ 1831 Philipp Schmidt (* 18. Dezember 1801; † 6. August 1873)[7], Arzt, Sohn von Friedrich Ludwig Schmidt
- Auguste Schröder (* 1810; † 26. September 1874)[8]

⚭ Eduard Gerlach (1804–1853) Direktor in Regensburg
⚭ 1855 Arnold Schloenbach (* 31. August 1817; † 17. September 1866)
Außerehelich hatte Sophie Schröder eine Verbindung zum österreichischen Maler Moritz Daffinger, der für sie unter anderem Bühnenkostüme entwarf; aus dieser Verbindung stammen eine Tochter und zwei Söhne.

## Rollen

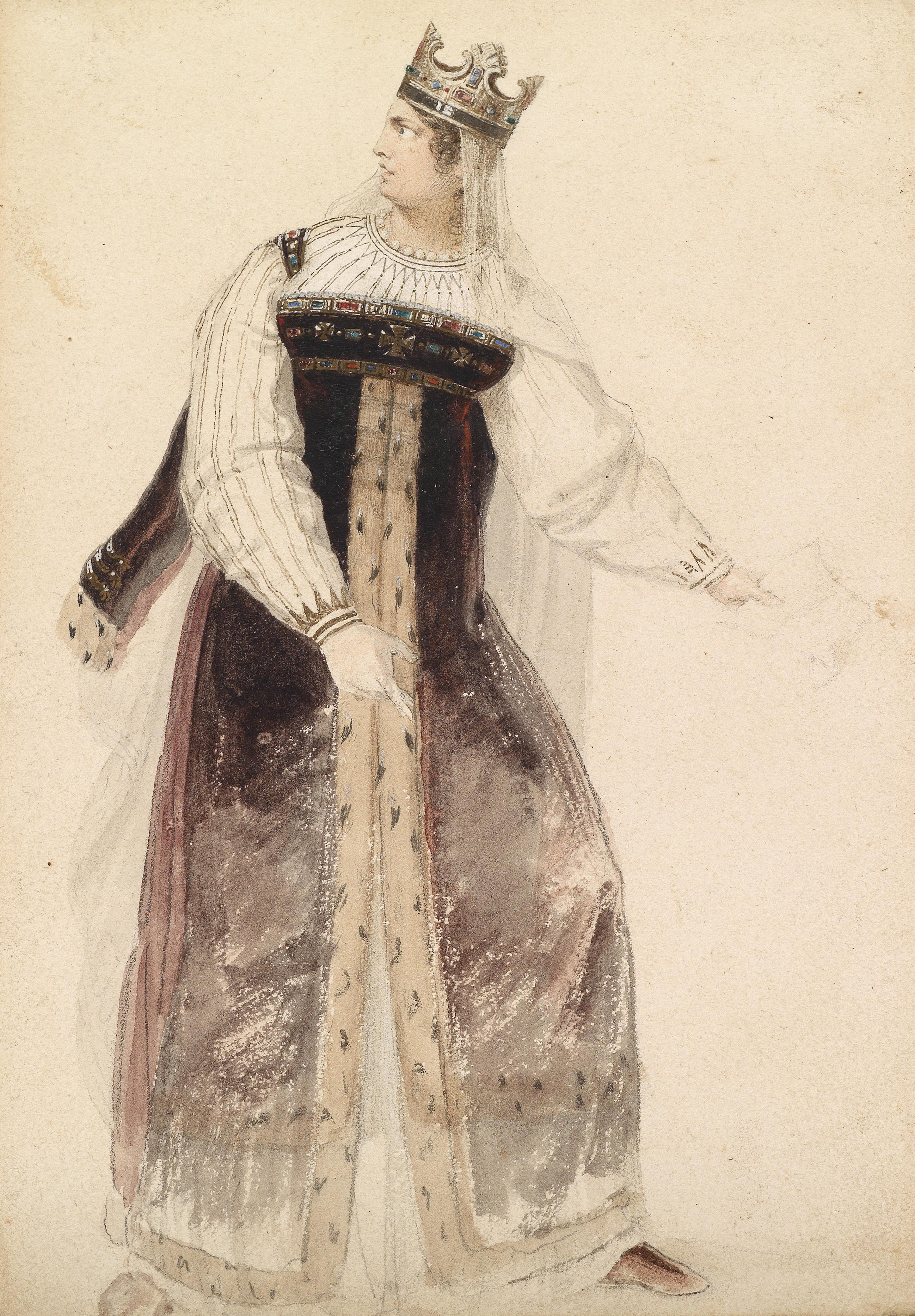
Sophie Schröder in einem Kostüm nach Moritz Daffingers Entwurf

- Lina – Das rote Käppchen (Karl Ditters von Dittersdorf)
- Phädra – Phèdre (Jean Racine)
- Medea – Medea (Franz Grillparzer)
- Lady Macbeth – Macbeth (William Shakespeare)
- Merope – Merope (Francesco Scipione Maffei)
- Sappho – Sappho (Franz Grillparzer)
- Johanna – Johanna von Montfaucon (August von Kotzebue)
- Isabella –  Die Braut von Messina (Friedrich Schiller)

## Schülerinnen
- Elise Bethge-Truhn
- Marie Clauer